# Désert de Basse-Californie
Pour les articles homonymes, voir Basse-Californie et Californie (homonymie).
Le désert de Basse-Californie est une écorégion désertique de la péninsule de Basse-Californie, Mexique. Cette écorégion occupe la partie ouest de la péninsule de Basse-Californie et occupe la plupart des États mexicains de Basse-Californie du Sud et de Basse-Californie . Il couvre 77 000 km2. Le climat est sec, mais sa proximité avec l'océan Pacifique procure de l'humidité et modère la température. La flore se compose principalement d'arbustes xériques et de plus de 500 espèces de plantes vasculaires répertoriées.

## Géographie
L'écorégion du désert de Basse-Californie se trouve sur la partie ouest de la péninsule de Basse-Californie et occupe la surface de la plupart des États mexicains de Basse-Californie et de Basse-Californie du Sud. L'écorégion couvre 77 000 km2 et comprend la majeure partie du versant ouest de la péninsule. Elle est délimitée à l'ouest par l'océan Pacifique et à l'est par les chaînes péninsulaires, et s'étend d'environ 31° à 24° N. Les élévations varient et comprennent des chaînes de montagnes sur la partie centrale ouest (1 000–1 500 m), des plaines d'altitude moyenne (300–600 m), et de vastes extensions de dunes côtières.
Au nord de 30° de latitude nord sur le versant Pacifique, le désert de Basse-Californie se transforme en sauges et chaparral côtiers de Californie. Les forêts de pins et de chênes de la Sierra Juárez et de San Pedro Mártir occupent les hautes chaînes de la péninsule au nord, où se trouvent un certain nombre d'espèces d'arbres, y compris le palmier jupon de Californie presque menacé. Le désert de Sonora se trouve au nord-est. Le Broussailles Xériques de Golfe de Californie (en) se trouve à l'est des chaînes de la péninsule et au sud.

## Climat
Le climat est sec et principalement subtropical, les parties les plus méridionales étant tropicales . Bien que les précipitations soient faibles, l'océan Pacifique fournit une certaine humidité et modère la température par rapport au désert de Sonora, qui se trouve sur le versant est des chaînes péninsulaires.

## Flore
L'écorégion est principalement couverte d'arbustes xériques, qui créent des associations variables en fonction de l'altitude et des conditions du sol. L'écorégion compte près de 500 espèces de plantes vasculaires, dont un certain nombre sont endémiques, par exemple l'arbre Boojum (en) (Fouquieria columnaris) ou le Diable rampant (Stenocereus eruca).

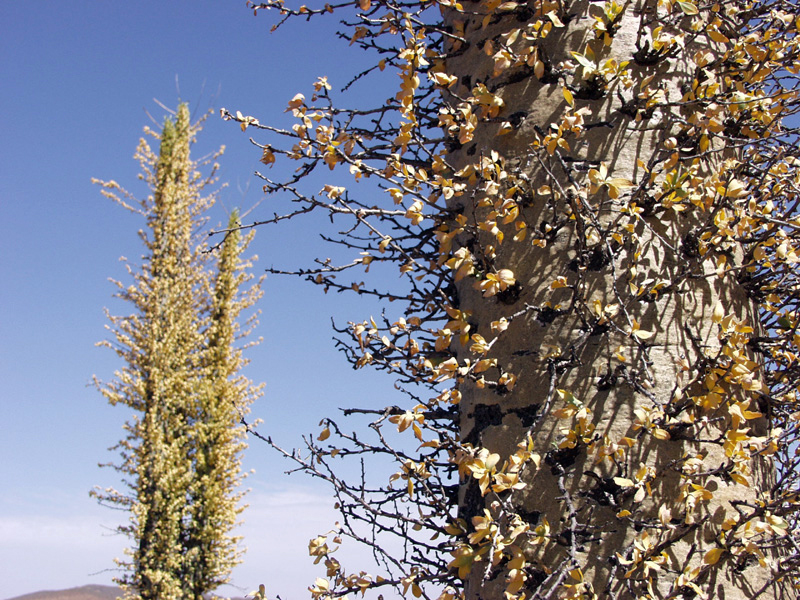
Fouquieria columnaris
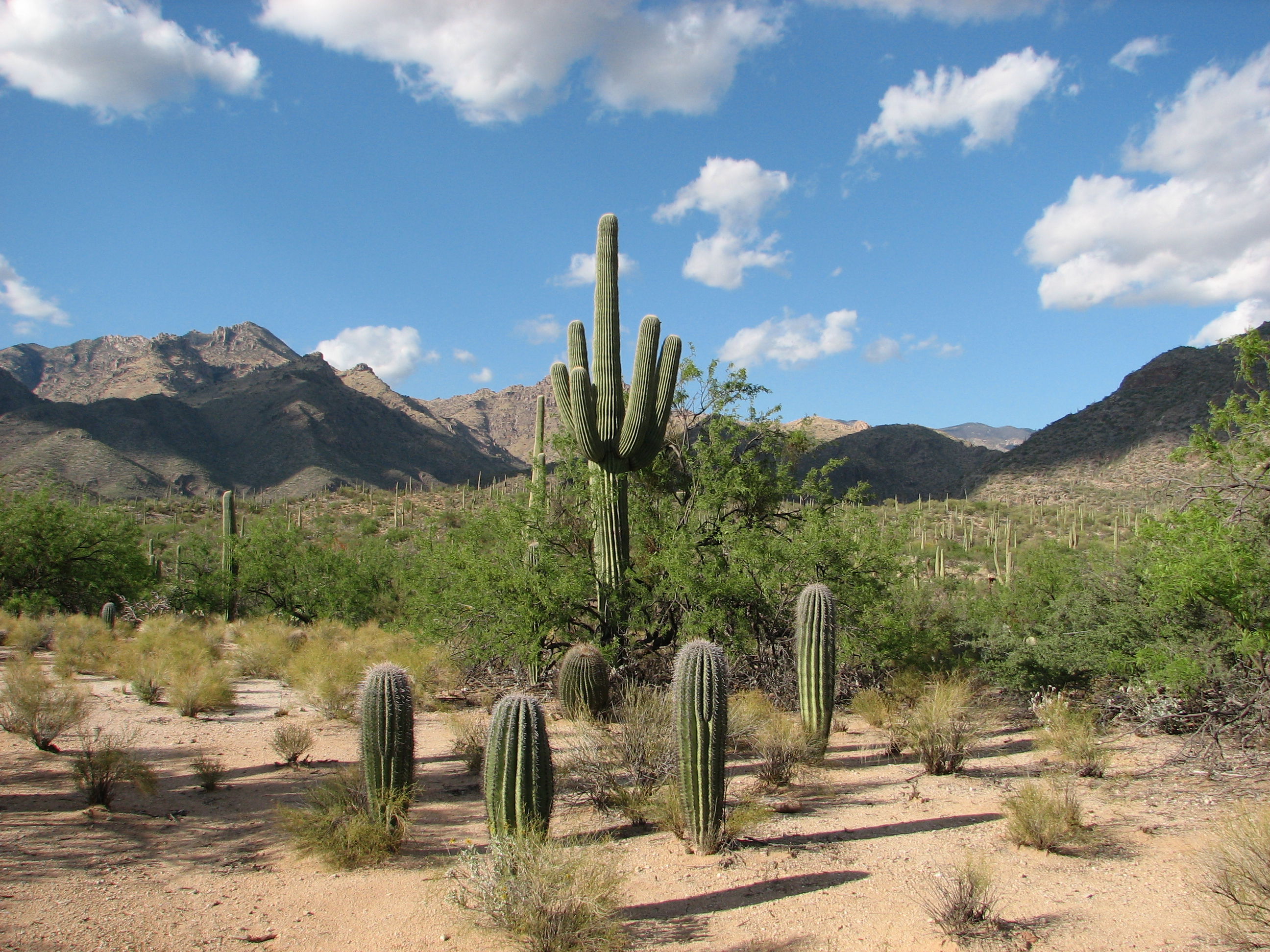
Saguaro
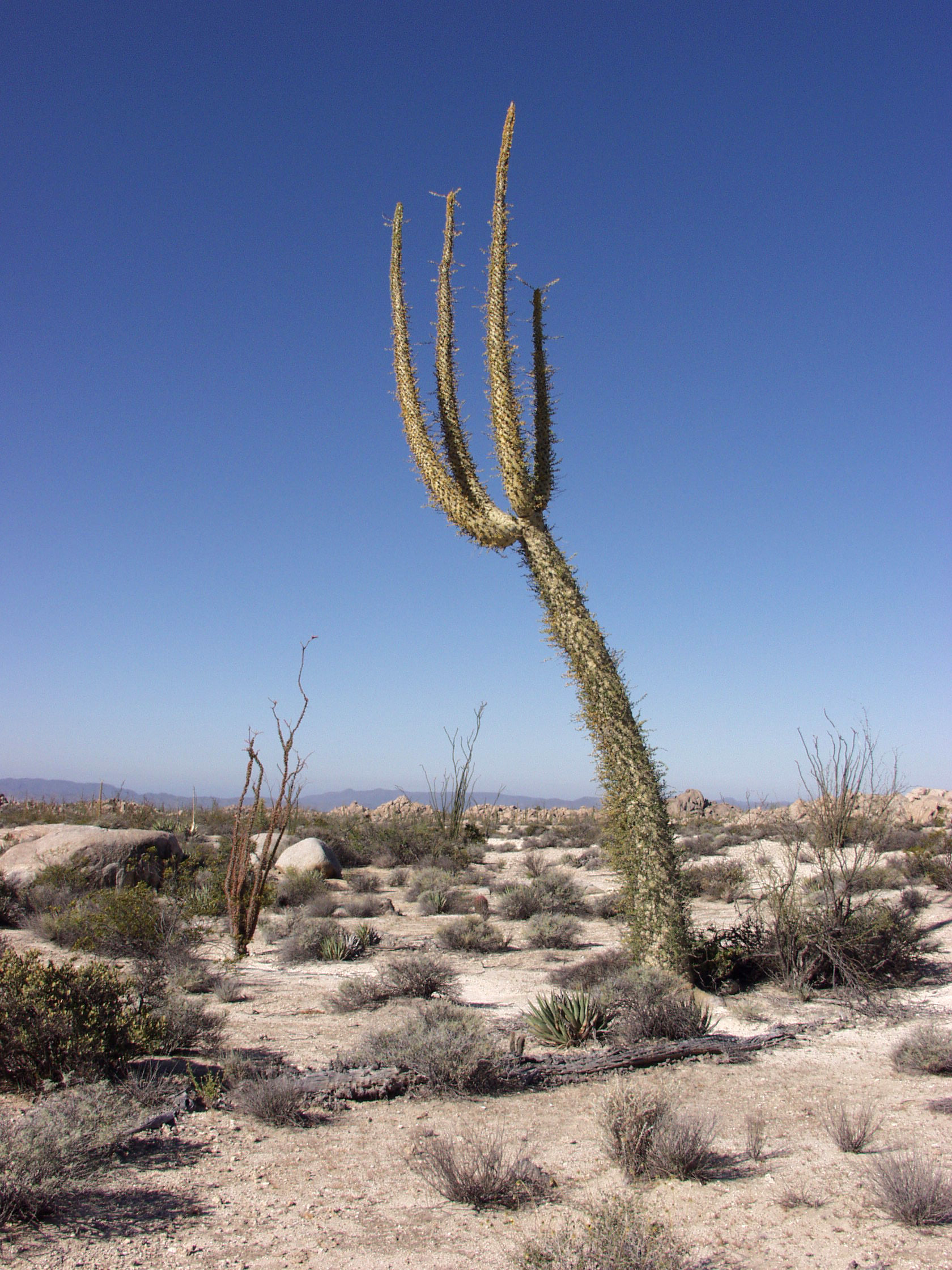
Fouquieria columnaris

## Faune
L'écorégion compte environ 50 espèces de mammifères. Les grands mammifères comprennent le cerf mulet (Odocoileus hemionus), Mouflon canadien de désert (en) (Ovis canadensis nelsoni), le puma  et le pronghorn de Basse-Californie (en) (Antilocapra americana peninsularis), en danger critique d'extinction. Le rat-kangourou de San Quintin (Dipodomys gravipes) et L'écureuil des rochers de Basse-Californie (en) (Otospermophilus atricapillus) sont endémiques de l'écorégion.

Il existe environ 200 espèces d'oiseaux indigènes, dont l'aigle royal ( Aguila chrysaetos ), le faucon pèlerin ( Falco peregrinus ), le caracara à crête du nord ( Caracara cheriway ), le balbuzard pêcheur ( Pandion haliaeutus ) et la chevêche des terriers ( Athene cunicularia ). Des millions de canards et d'oies passent l'hiver dans les lagunes côtières, notamment la lagune d'Ojo de Liebre (en), la lagune de San Ignacio (en) et la baie de Magdalena. 

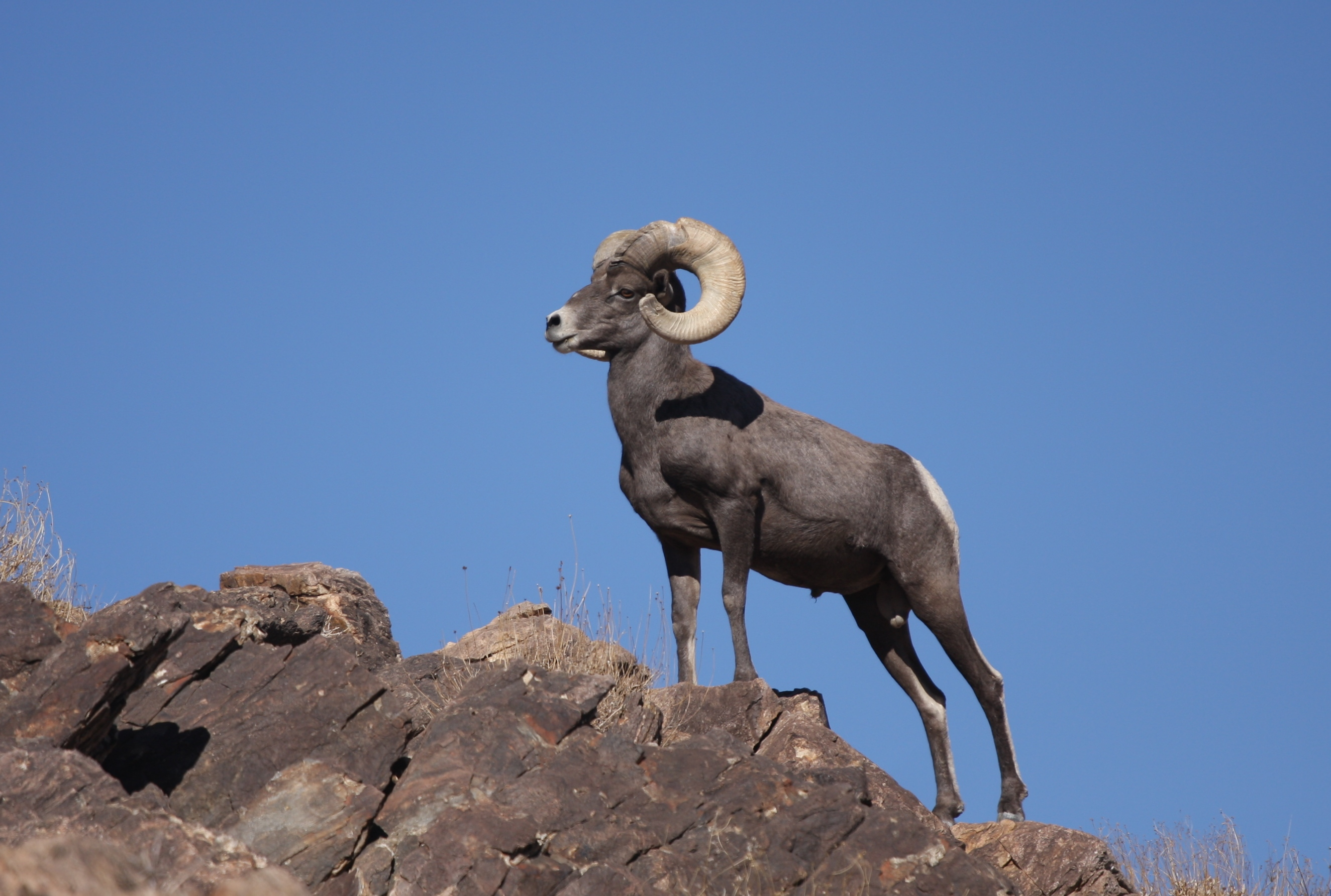
Mouflon canadien de désert (en), parc national de Joshua Tree
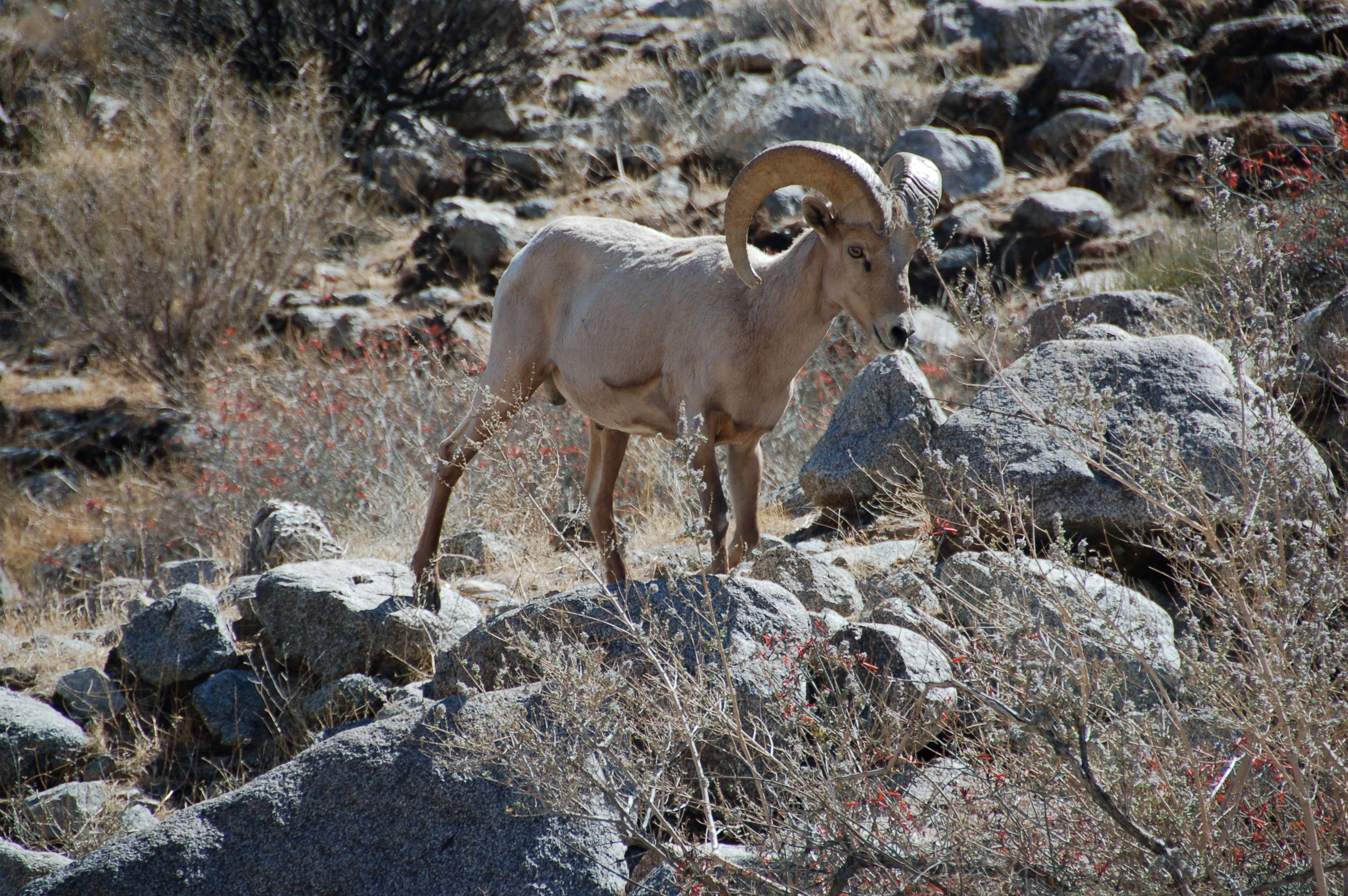
Mouflon canadien de désert (en), parc d'État d'Anza-Borrego Desert
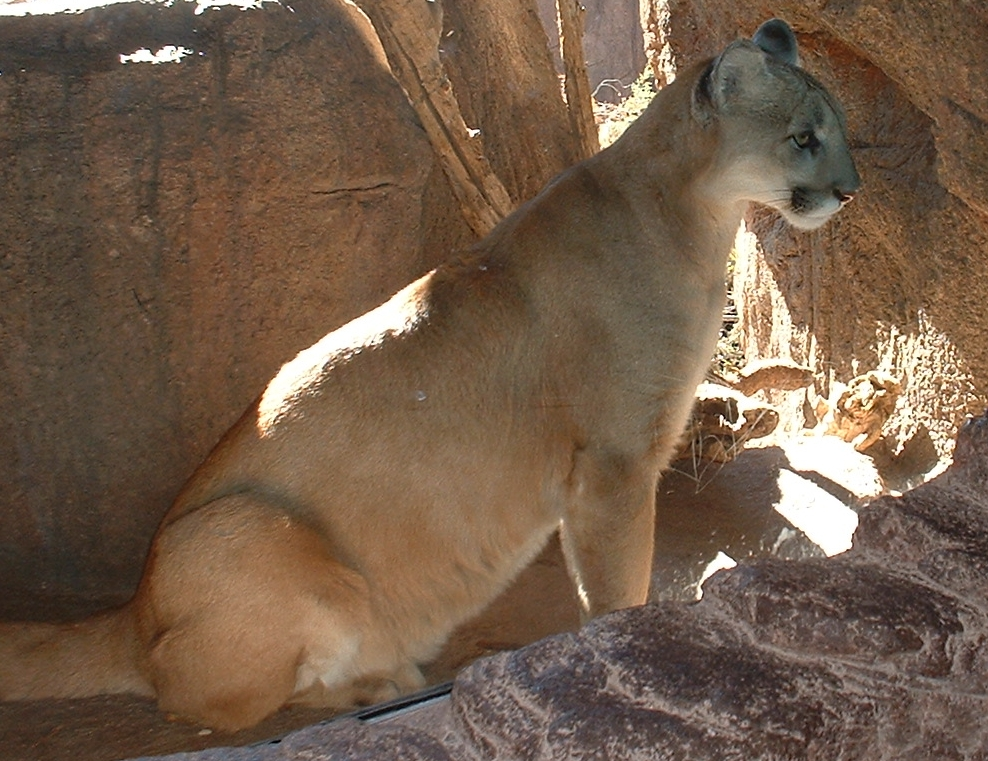
Puma (Puma concolor)
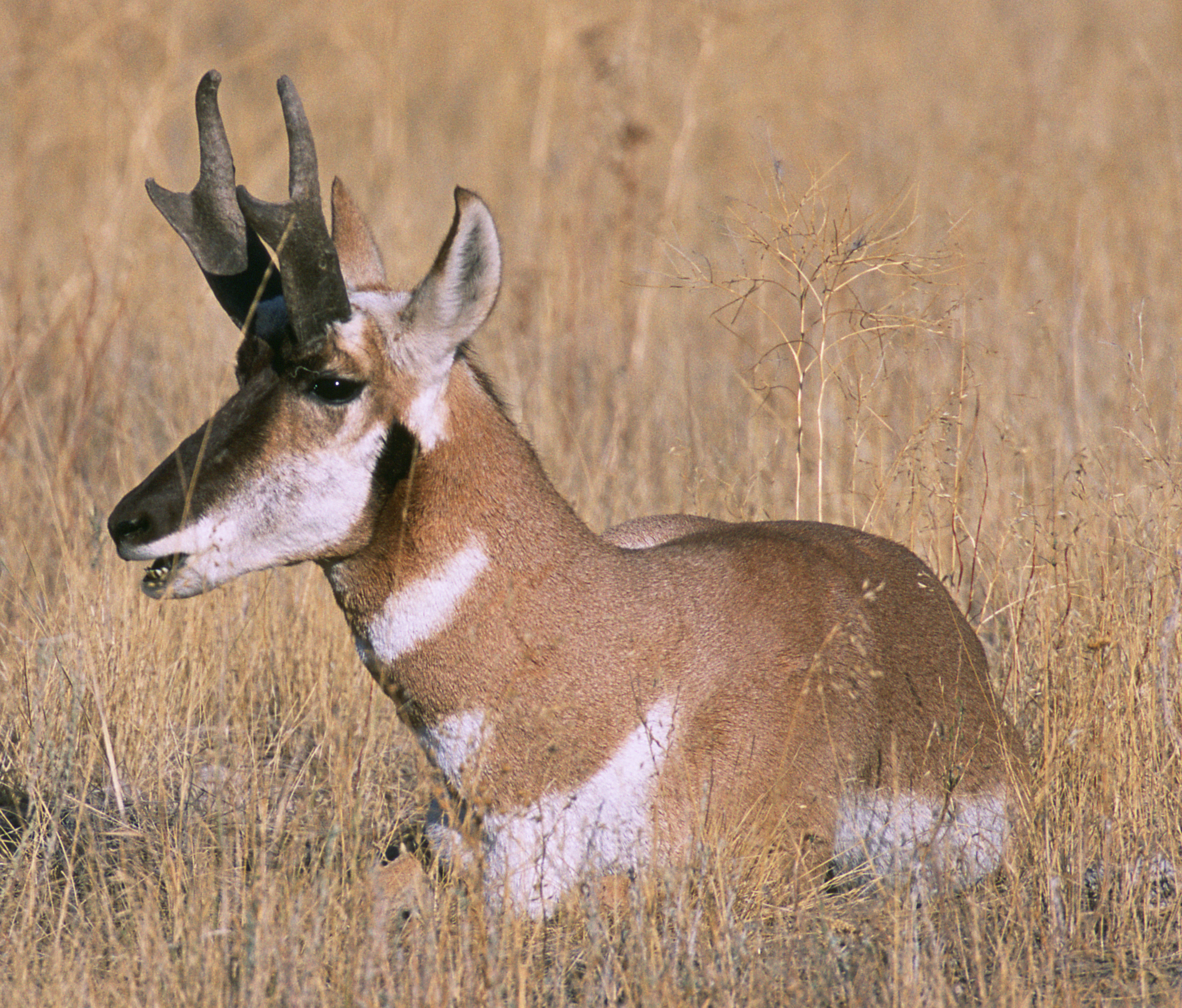
pronghorn de Basse-Californie (en)
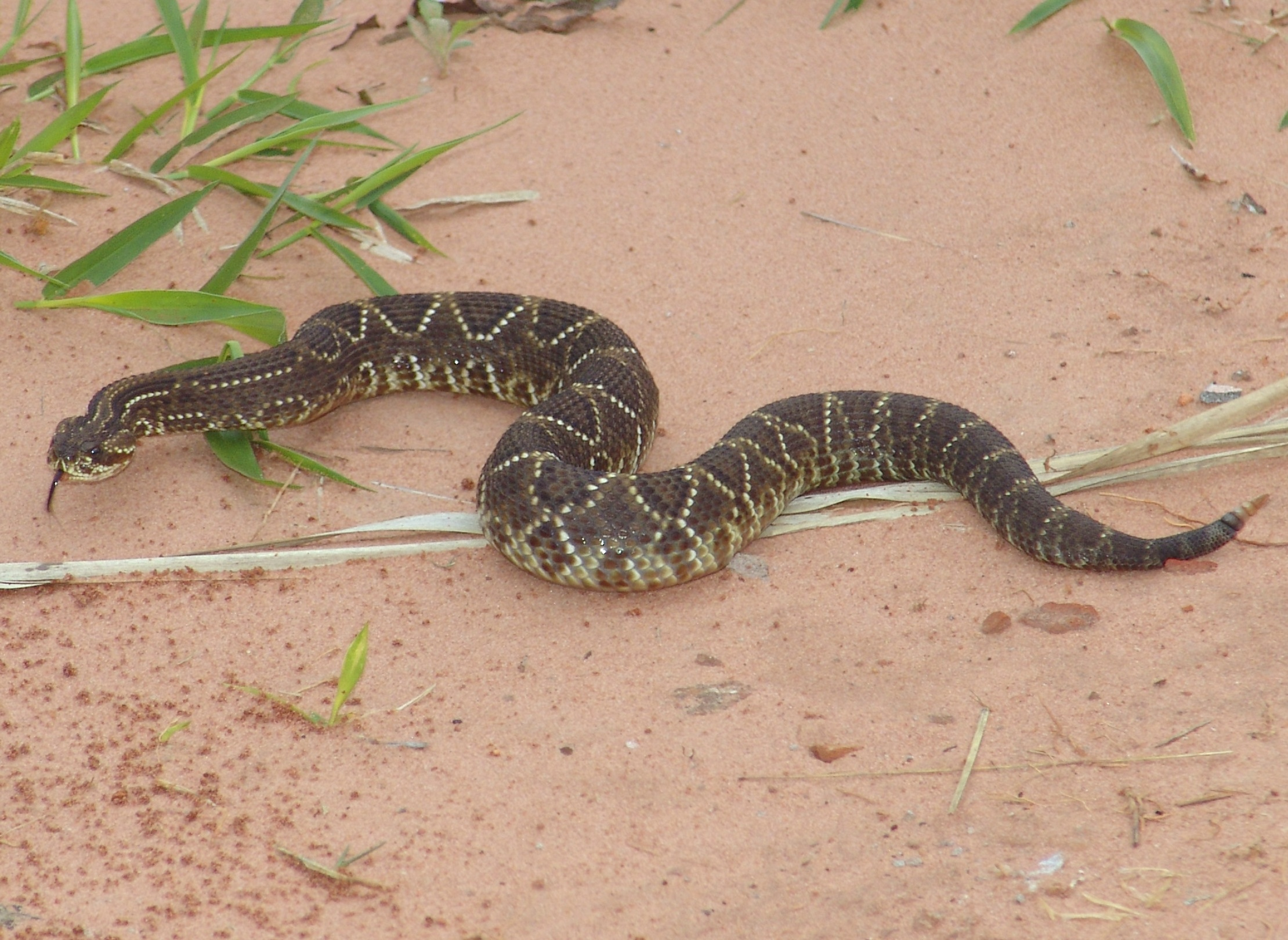
Crotale cascabelle

## Zones protégées
Une évaluation de 2017 a révélé que 45 940 km2, ou 60%, de l'écorégion se trouve dans des aires protégées. Les aires protégées comprennent la réserve de biosphère d'El Vizcaíno et la zone de protection de la flore et de la faune de la vallée de los Cirios (en);  les deux aires protégées s'étendent dans l'écorégion de broussailles xériques adjacente du golfe de Californie.